# Riserva della biosfera dei Carpazi Orientali

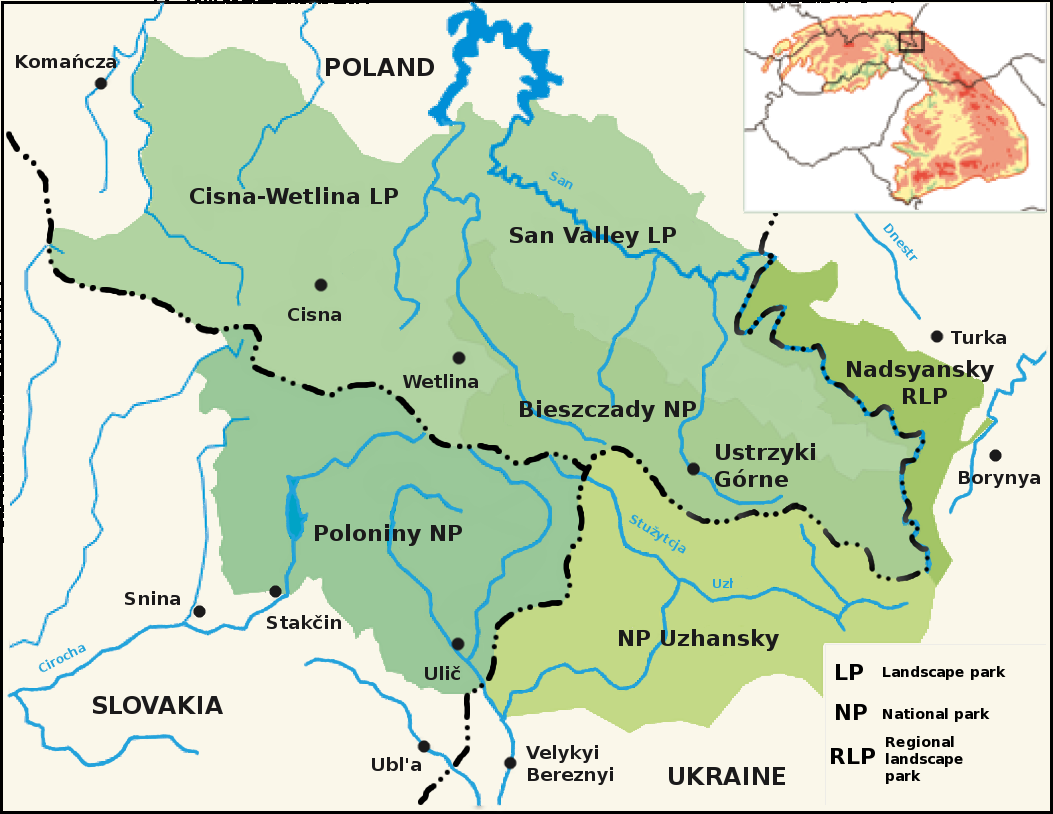
La riserva della biosfera dei Carpazi Orientali

La riserva della biosfera dei Carpazi orientali è un'area protetta trans-nazionale di importanza globale, nell'ambito del Programma dell'uomo e della biosfera dell'UNESCO. Si trova sui Carpazi orientali e ricopre aree della Polonia, della Slovacchia e dell'Ucraina. In totale, si estende per 2.132,11 km². 
La riserva fu originariamente pensata come riserva transnazionale tra Polonia e Slovacchia nel 1992; fu poi estesa fino a comprendere aree ucraine nel 1998. Comprende le seguenti aree protette:
- in Polonia: parco nazionale Bieszczady (Bieszczadzki Park Narodowy) e i due parchi del paesaggio di Cisna-Wetlina (Ciśniańsko-Wetliński Park Krajobrazowy) e della Valle di San (Park Krajobrazowy Doliny Sanu);
- in Slovacchia: parco nazionale Poloniny (Národný park Poloniny) e aree adiacenti;
- in Ucraina: parco naturale nazionale Užanskij (Національний природний парк Ужанський) e il parco regionale del paesaggio di Nadsianskj.